# تجمع المحيوي (العبر)
'

تعديل مصدري - تعديل

تجمع المحيوي هي إحدى قرى عزلة العبر بمديرية العبر التابعة لمحافظة حضرموت، بلغ تعداد سكانها 56 نسمة حسب تعداد اليمن لعام 2004.